# Flen

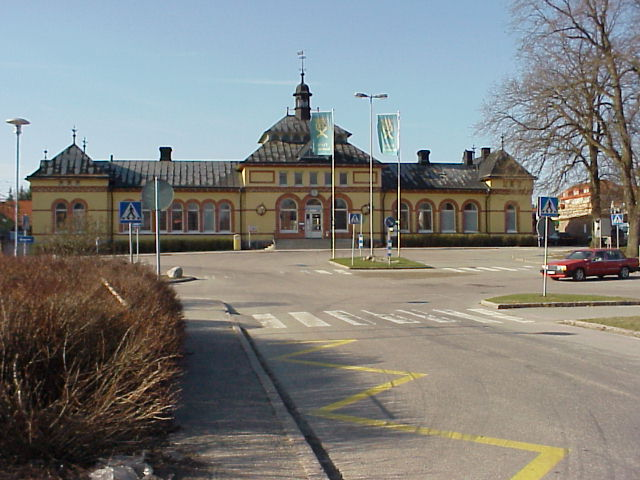
Der Bahnhof von Flen

Flen, ein Ort (tätort) in der schwedischen Provinz Södermanlands län sowie der historischen Provinz Södermanland, ist Hauptort der Gemeinde Flen.
Die größte Schule in Flen ist das Bildningscentrum Prins Wilhelm, welches als Schulzentrum sowohl die Grundschule (in Schweden dauert diese 9 Jahre) Stenhammarskolan als auch das Prins Wilhelmgymnasiet (Gymnasium, drei weitere Jahre) umfasst. Das Gymnasium hat seit 2002 eine deutsch-schwedische Austauschpartnerschaft mit dem Friedrich-List-Gymnasium in Asperg (Nähe Stuttgart), welche jeweils im Frühjahr durchgeführt wird.

## Geographie
Flen liegt an den Seen Gårdsjön, Bjuren und Orrhammaren.

## Geschichte
Das 1933 gefundene Mellösarad (schwedisch Mellösahjulet) ist das älteste in Schweden gefundene Rad (vermutlich aber kein Karren- oder Wagenrad). Es wurde beim Ausheben eines Grabens, am inzwischen verlandeten See Filaren, in Flen gefunden und mittels Pollenanalyse in die Eisenzeit (400 bis 600 n. Chr.) datiert. 
Der Ort war früher ein wichtiger Eisenbahnknoten, da sich hier die von Stockholm nach Göteborg verlaufende Västra Stambanan und die die von Ludvika nach Oxelösund verlaufende TGOJ-banan kreuzten.